# らんま1/2 超無差別決戦! 乱馬チームVS伝説の鳳凰
『らんま1/2 超無差別決戦! 乱馬チームVS伝説の鳳凰』（らんま1/2 ちょうむさべつけっせん! らんまチームVSでんせつのほうおう）は、1994年8月20日に公開された日本のアニメ映画で劇場版『らんま1/2』シリーズの第3作目で、最終作でもある。配給は東映。上映時間は25分。
「東映アニメスペシャル」として『GS美神 極楽大作戦!!』『平成イヌ物語バウ 原始イヌ物語バウ』と同時上映された。

## 概要
本作はテレビシリーズ終了後のOVAの流れを汲んだ作品として制作された。上映時間も前2作に比べて短く、媒体によってはOVAシリーズの9本目として扱われている。
完全オリジナルストーリーだった前2作とは異なり、原作29巻収録の鳳凰の雛を巡るエピソードを基にしているが、原作では登場していない良牙、右京、シャンプーらも話に関わる他、鳳凰の習性が一部原作と異なっており、原作では終始乱馬を標的にして攻撃したが、映画では狂暴性が増したことにより、乱馬以外の人間も無差別に攻撃するようになる。

## あらすじ
ある日無敵の剣法『鳳凰剣』を繰り出すための卵を手に入れた九能帯刀。早乙女乱馬のちょっかいで産まれた雛は彼を敵と認識し、九能と共に執拗に攻撃する。雛の巣立ちには百年かかるため、乱馬たちは成長を早める丸薬を手に立ち向かう。

## 登場人物

### メインキャラクター
- 早乙女乱馬：山口勝平
- らんま：林原めぐみ
- 早乙女玄馬：緒方賢一
- 天道あかね：日髙のり子
- 天道なびき：高山みなみ
- 天道かすみ：井上喜久子
- 天道早雲：大林隆之介
- 響良牙：山寺宏一
- 九能帯刀：鈴置洋孝
- 猿隠佐助：千葉繁
- 久遠寺右京：鶴ひろみ
- シャンプー：佐久間レイ

### オリジナルキャラクター
- ホーオー：西村智博
- 店主：北村弘一

## スタッフ
- 原作 - 高橋留美子
- 監督・コンテ - 西村純二
- 演出 - 白旗伸朗
- 脚本 - 山口亮太
- キャラクターデザイン・総作画監督 - 中嶋敦子
- 作画監督 - 阿部卓司
- 音楽 - 川井憲次、松浦晃久
- 撮影 - 吉田光伸
- 美術監督 - 三浦智
- 録音 - 斯波重治
- 編集 - 坂本雅紀
- プロデューサー - 植田文郎、中川順平、久米憲司
- 制作プロデューサー - 豊住政弘
- 企画 - 浅見勇、伊地智啓、石崎邦彦
- アニメーション制作 - スタジオディーン
- 制作 - キティ・フィルム

## 主題歌
OVA同様、らんま・天道三姉妹・シャンプーの担当声優によるユニット「DoCo」が担当している。
- オープニングテーマ：「終わらない夏休み」
- エンディングテーマ：「うそつき」

## 映像ソフト化
- 『犬夜叉 時代を越える想い』の公開を記念し2001年12月19日にDVDが発売された。